# Comarostaphylis spinulosa
Comarostaphylis spinulosa är en ljungväxtart. Comarostaphylis spinulosa ingår i släktet Comarostaphylis, och familjen ljungväxter.

## Underarter
Arten delas in i följande underarter:
- C. s. glandulifera
- C. s. spinulosa